# Carlo Piccardi (musicologo)
Carlo Piccardi (Astano, 21 giugno 1942) è un musicologo, critico musicale e saggista svizzero.

## Biografia
Ha studiato all'Università di Friburgo dove si è laureato con Luigi Ferdinando Tagliavini. Ha lavorato dal 1968 al 2004 presso la Radiotelevisione svizzera di lingua italiana, prima alla televisione come produttore musicale, poi in radio, dal 1989 come responsabile dei programmi musicali, dal 1994 come direttore dei programmi culturali. Autore di libri e di saggi sulle principali riviste di musicologia, ha collaborato al DEUMM e alla Enciclopedia della musica Einaudi.

## Opere principali
- Carlo Gesualdo: l'aristocrazia come elezione, "Rivista italiana di musicologia", IX (1974), pp. 67–116
- Realtà e virtualità del decadentismo,  "Studi musicali", XIV (1985), pp. 264–350
- Il messaggio totale di Luigi Nono, "Musica/Realtà" IX/27 (dicembre 1988), pp. 69–101
- Mascagni e l'ipotesi del "dramma musicale cinematografico", "Chigiana", XXXXII/2 (1990), pp. 453–497
- L' occhio del compositore: Ernest Bloch (1880-1959) tra Ticino e Italia, Lucca-Lugano, Libreria musicale italiana-Fidia edizioni d'arte, 2009
- Maestri viennesi: Haydn, Mozart, Beethoven, Schubert, Milano-Lucca, Ricordi-Libreria musicale italiana, 2011
- La rappresentazione della piccola patria: gli spettacoli musicali della Fiera svizzera di Lugano: 1933-1953, Lucca-Lugano, Libreria musicale italiana-Casagrande, 2013